# بني عرجان الشمالية (عبس)

تعديل مصدري - تعديل

بني عرجان الشمالية هي إحدى قرى عزلة بني ثواب بمديرية عبس التابعة لمحافظة حجة، بلغ تعداد سكانها 1203 نسمة حسب تعداد اليمن لعام 2004.